# 使徒信条
使徒信条（しとしんじょう、ラテン語: Symbolum Apostolicum, 英語: Apostles' Creed）は、キリスト教西方教会（カトリック教会、聖公会、プロテスタント）における基本信条のひとつ。使徒信経（しとしんきょう）とも表記する。ラテン語原文の冒頭の語をとってクレド（Credo）とも呼ばれる。東方を含む世界公会議での承認は受けていない。
使徒信条はアタナシオス信条と並んで、西方教会で受けいられれている基本信条である。他には、ニカイア・コンスタンティノポリス信条（381年）とカルケドン信条（451年）が東西両教会で広く受け入れられ用いられているキリスト教の公同信条（Ecumenical Creed）である。

## 概要

### 東方教会における扱い
使徒信条は、東方教会（正教会、東方諸教会）では使用されない。ただし、典礼において使用されていないというだけで、この信仰基準が東方教会の教義と矛盾したり、東方教会がその信条の内容を否定したりするという訳ではない（アタナシオス信条に関しても同様である）。正教会が典礼において使用するのはニカイア・コンスタンティノポリス信条が主である。

## 歴史
使徒信条は、ローマ教会の古来の洗礼式の信条である「ローマ信条」（2世紀後半）にもとづいてつくられたもので，早くから公同の信条として用いられてきた。
使徒信条という名は、この信条が使徒たちの忠実な信仰のまとめとみなされていることによる。全部を12節に分け、十二使徒がそれぞれの節を書いたという伝説すらあるが、確証はない。

## 信条本文

### ラテン語
Credo in Deum, Patrem omnipotentem, Creatorem caeli et terrae.
Et in Iesum Christum, Filium Eius unicum, Dominum nostrum, qui conceptus est de Spiritu Sancto, natus ex Maria Virgine, passus sub Pontio Pilato, crucifixus, mortuus, et sepultus, descendit ad inferos, tertia die resurrexit a mortuis, ascendit ad caelos, sedet ad dexteram Dei Patris omnipotentis, inde venturus est iudicare vivos et mortuos.
Credo in Spiritum Sanctum, sanctam Ecclesiam catholicam, sanctorum communionem, remissionem peccatorum, carnis resurrectionem, vitam aeternam.
Amen.
—"Symbolum Apostolicum".

## 日本語訳
キリスト教の全教派に共通の日本語訳は存在しない。教派ごとに、また時代によってもいくつかの訳が存在する。

### カトリック教会
使徒信条
天地の創造主、全能の父である神を信じます。

父のひとり子、わたしたちの主イエス・キリストを信じます。主は聖霊によってやどり、おとめマリアから生まれ、ポンティオ・ピラトのもとで苦しみを受け、十字架につけられて死に、葬られ、陰府（よみ）に下り、三日目に死者のうちから復活し、天に昇って、全能の父である神の右の座に着き、生者（せいしゃ）と死者を裁くために来られます。

聖霊を信じ、聖なる普遍の教会、聖徒の交わり、罪のゆるし、からだの復活、永遠のいのちを信じます。

アーメン。
—2004年2月18日/日本カトリック司教協議会認可

使徒信経
われは、天地の創造主、全能の父なる天主を信じ、またその御独り子（おんひとりご）、われらの主イエズス・キリスト、すなわち聖霊によりて宿り、童貞マリアより生まれ、ポンシオ・ピラトの管下にて苦しみを受け、十字架に付けられ、死して葬られ、古聖所（こせいしょ）に降りて（くだりて）三日目に死者のうちよりよみがえり、天に昇りて全能の父なる天主の右に坐し、かしこより生ける人と死せる人とを裁かんために来り給う（きたりたもう）主を信じ奉る。われは聖霊、 聖なる公教会、諸聖人の通功、罪の赦し、肉身のよみがえり、終りなき命を信じ奉る。アーメン。
—旧文語訳

### 聖公会
使徒信経
わたしは、天地の造り主、全能の父である神を信じます。 

また、その独り子、わたしたちの主イエス・キリストを信じます。主は聖霊によって宿り、おとめマリヤから生まれ、ポンテオ・ピラトのもとで苦しみを受け、十字架につけられ、死んで葬られ、よみに降り、三日目に死人のうちからよみがえり、天に昇られました。そして全能の父である神の右に座しておられます。そこから主は生きている人と死んだ人とを審くために来られます。 

また、聖霊を信じます。聖なる公会、聖徒の交わり、罪の赦し、体のよみがえり、永遠の命を信じます。 

アーメン。
—日本聖公会「祈祷書」より

使徒信経
我は天地の造り主・全能の父なる神を信ず

我はそのひとり子・我らの主イエス＝キリストを信ず。主は聖霊によりてやどり、おとめマリヤより生まれ、ポンテオ＝ピラトのとき苦しみを受け、十字架につけられ、死にて葬られ、よみにくだり、三日目に死にし者のうちよりよみがえり、天に昇り、全能の父なる神の右に座したまえり。かしこよりきたりて生ける人と死ねる人をさばきたまわん

我は聖霊を信ず。また聖公会、聖徒の交わり、罪の赦し、からだのよみがえり、限りなき命を信ず　アーメン
—『日本聖公会祈祷書(1959年版）』より

### プロテスタント
我（われ）は天地（てんち）の造成者（つくりぬし）、全能（ぜんのう）の父（ちゝ）なる神（かみ）を信（しん）ず。

我（われ）はその獨子（ひとりご）、我等（われら）の主（しゆ）耶蘇（イエス）基督（キリスト）を信（しん）ず。即（すなは）ち聖靈（せいれい）によりて胎（みごも）られ、處女（をとめ）マリヤより生（うま）れ、ポンテオ、ピラトのもとに苦（くるしみ）を受（う）け、十字架（じふじか）につけられ、死（し）して葬（はうむ）られ、（陰府（よみ）に下（くだ）り）第三日（だいさんじつ）に死者（ししや）のうちより復活（よみかへ）り、天（てん）に昇（のぼ）りて、全能（ぜんのう）の父（ちゝ）なる神（かみ）の右（みぎ）に座（ざ）し給（たま）へり、彼所（かしこ）より來（き）たりて生（い）ける者（もの）と死（し）ねる者（もの）とを審判（さばき）たまわん。

我（われ）は聖靈（せいれい）を信（しん）ず、聖（せい）なる公同教會（こうどうのきょうかい）すなはち聖徒（せいと）の交通（こうつう）、罪（つみ）の赦（ゆるし）、身躰（しんたい）の復活（ふくくわつ）、永遠（かぎりなき）の生命（いのち）を信（しん）ず。アーメン
—〔一八九〇年(明治二十三年)制定〕（旧）日本基督教會 信仰（しんかう）の告白（こくはく）より
我は天地の造り主（つくりぬし）、全能の父なる神を信ず。

我はその独り子（ひとりご）、我らの主（しゅ）、イエス・キリストを信ず。主は聖霊によりてやどり、処女（おとめ）マリヤより生（うま）れ、ポンテオ・ピラトのもとに苦しみを受け、十字架（じゅうじか）につけられ、死にて葬られ、陰府（よみ）にくだり、三日目に死人のうちよりよみがえり、天に昇り、全能の父なる神の右に座したまえり。かしこより来たりて生ける者と死にたる者とを審（さば）きたまわん。

我は聖霊を信ず。聖なる公同の教会、聖徒の交わり、罪の赦し、身体（からだ）のよみがえり、永遠（とこしえ）の生命（いのち）を信ず。

アーメン
—「新聖歌」より：
わたしは、天地の造り主（つくりぬし）、全能の父である神を信じます。

わたしは、そのひとり子、わたしたちの主、イエス・キリストを信じます。主は聖霊によってやどり、おとめマリヤから 生まれ、ポンテオ・ピラトのもとで苦しみを受け、十字架につけられ、死んで葬られ、よみにくだり、三日目に死者のうちからよみがえり、天にのぼられました。そして全能の父である神の右に座しておられます。そこからこられて、生きている者と死んでいる者とをさばかれます。

わたしは、聖霊を信じます。きよい公同の教会、聖徒の交わり、罪のゆるし、からだのよみがえり、永遠（えいえん）のいのちを信じます。

アーメン 
—口語文　「讃美歌21 使徒信条B」より

### 変形
- カトリック教会とルーテル教会では、一人称で平叙文の原文を、二人称の疑問文に変形したものが、洗礼式で用いられる。
- 日本基督教団『讃美歌』（1954年刊）の566番に掲載されている使徒信条には、「・・・生ける者と死ねる者とを審きたまわん」とあるが、日本福音連盟の『聖歌』（1958年刊）の見開きページにある使徒信条には、この部分は「・・・生ける者と死にたる者とを審きたまわん」とある。なお『新聖歌』では後者の表記を踏襲している。特に福音派系の教会の礼拝において使徒信条を唱える場合、讃美歌集の採用の違いや、教団の信仰告白との兼ね合いから、どちらを採用するかは教会によってまちまちである。
- 救世軍では、使徒信条にメソジスト的教理を含めた「救世軍教理」を聖別会（礼拝）ごとに唱える。

## 内容

### 三位一体
三位一体を信じる教派では、この信条は三位一体の信仰を強調していると主張する。
宇田進は使徒信条の根本的特色に「三位一体の神が告白されている」ことをあげ、「「我は・・・父なる神を信ず」「我は・・・イエス・キリストを信ず」「我は聖霊を信ず」とある。」「使徒信条は、全体として三位一体の順序に従って、父、子、聖霊に関する三部分の叙述から構成されているが、重心は御子イエス・キリストに置かれている。」と述べ、使徒信条の重点がイエス・キリストにあるとしている。

### 陰府降下（地獄降下）
キリストの陰府（地獄と述べる教会もある）への降下の句は、初期の使徒信条にはなかった。2世紀の「古ローマ信条」には「主は死にて葬られ、三日目に死人のうちよりよみがえり」とあるのみである。4世紀の「使徒信条ラテン語版」になって、「彼はインフェロス（ラテン語の冥界=陰府）にくだり」が付け加えられた。このインフェロスとは、ローマ神話などで言われてきた冥界(陰府）のことだが、4世紀以降、ローマ人や西洋人の間でこの冥界（陰府）は、地獄と同一視されるようになっていった。
聖書は「彼はハデス（よみ）に捨てて置かれず」（使徒の働き２・31）と述べている。西洋では、この「ハデス＝よみ」を地獄と同じものと考え、「地獄」に置き換えて述べるようになった。今日の西洋カトリック教会の使徒信条や、米国プロテスタント教会の使徒信条の多くが「主は地獄にくだり」となっているのは、これに由来する。
英国国教会や一部の米国教会などでは、この箇所は「主は死者の所へくだり」と述べられ、「地獄」の語は避けられている。日本では、カトリックでもプロテスタントでも使徒信条は「主はよみにくだり」となっている。昔の景教徒たち（ネストリウス派キリスト教徒）も、「弥師訶(メシア)は、（十字架の死後）闇処（よみ）に向かわれました」（世尊布施論第三）と書いている。
キリストの陰府への降下は、使徒信条で信条化されているのにもかかわらず、西方教会では解釈が非神話化（つまり実際の出来事でなく、象徴的に解釈）される傾向がある。それは、根拠とされてきた聖書箇所が、この教理を支持しないという議論のためである。米国の神学者ウェイン・グルーデムは、「主は地獄には下らなかった：使徒信条ではなく聖書に従おう」と題する論文を著している。
正教会では、使徒信条を信条としては用いないが、キリストの陰府への降下は復活と結びつけられ、今でも重要な信仰の要素となっている。

## その他
プロテスタントでは、使徒信条は異教とキリスト教の線を引くものにすぎず、他の教派に対するプロテスタント固有の正統性を保証するものではないとする解釈もある。

## 参照項目
- 公同信条
- ニカイア信条（原ニケヤ信条）
- ニカイア・コンスタンティノポリス信条